# 19 december
19 december is de 353ste dag van het jaar (354ste dag in een schrikkeljaar) in de gregoriaanse kalender. Hierna volgen nog 12 dagen tot het einde van het jaar.

## Gebeurtenissen
- Algemeen

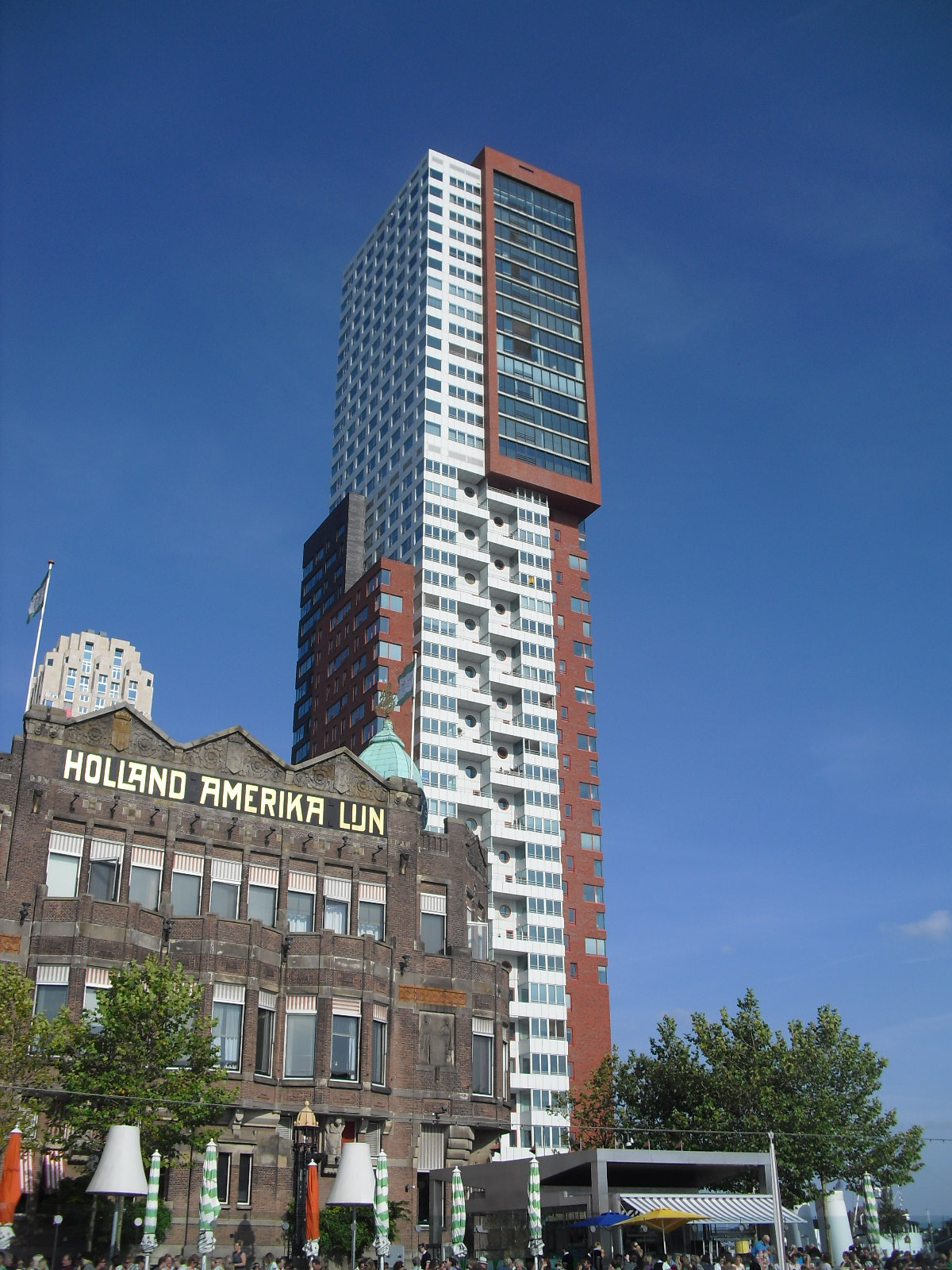
Opening Montevideo
in 2005

  - 1952 - Koningin Juliana onthult het monument De Dokwerker in Amsterdam.[1]
  - 1964 - Dominee Martin Luther King krijgt de Nobelprijs voor de Vrede.[1]
  - 2005 - Volgens het Franse Nationaal Demografisch Instituut bereikt de wereldbevolking vandaag het getal van 6,5 miljard.
  - 2016 - Aanslag op een kerstmarkt in Berlijn nabij de Kaiser-Wilhelm-Gedächtniskirche. Een vrachtwagen rijdt in op het publiek, waarbij 12 personen om het leven komen.
- Bouwkunst en architectuur
  - 2005 - Officiële opening van Montevideo in Rotterdam.[1]
- Economie
  - 1722 - Oprichting van de Oostendse Compagnie.
  - 1983 - Start van stakingen bij Billiton en Suralco in Suriname.
- Gezondheid
  - 2007 - Vlaanderen kondigt een smogalarm af, geldig tot 21 december 's avonds. Op alle autosnelwegen en ringwegen wordt de snelheid beperkt tot 90 km/u.
- Infrastructuur
  - 2011 - Het automobielbedrijf Saab Automobile wordt na financiële problemen en het afketsen van overnames door Zhejiang Youngman Lotus Automotive en Pang Da, failliet verklaard.
- Kunst en cultuur
  - 1843 - De eerste publicatie van A Christmas Carol van Charles Dickens.[1]
  - 1925 - Schrijver A.M. de Jong spreekt voor het eerst op de VARA-radio. Hij leest voor uit het nog te verschijnen Merijntje Gijzens jeugd II: Flierefluiters oponthoud.
  - 1963 - Première van de Nederlandse documentairefilm Alleman van Bert Haanstra, met medewerking van Simon Carmiggelt.
  - 1983 - De Nederlandse alt Aafje Heynis besluit plotseling haar loopbaan te beëindigen.
  - 2015 - De popgroep Normaal neemt na 40 jaar afscheid met een concert in stadion GelreDome in Arnhem.[2]
- Media
  - 1945 - Suske en Wiske, de stripreeks van Willy Vandersteen, verschijnt voor het eerst in de krant.[1]
  - 1986 - De oorlogsfilm Platoon gaat in première.
  - 2012 - Het laatste nummer van het blad Aktueel komt uit.
  - 2024 - De 1000e aflevering van het programma Met het Mes op Tafel is uitgezonden. Bij deze gelegenheid waren naast Sjoerd van Ramshorst ook oud-presentatoren Joost Prinsen en Herman van der Zandt aanwezig.
- Oorlog
  - 1562 - Slag bij Dreux als resultaat van het Bloedbad van Wassy en onderdeel van de eerste Hugenotenoorlog.
  - 1946 - Hồ Chí Minh valt de Fransen aan in Hanoi.[1]
  - 1948 - In de Indonesische Onafhankelijkheidsoorlog begint wat in Nederland bekend staat als de tweede politionele actie (operatie Kraai).[1]
  - 2005 - Het Internationaal Gerechtshof bepaalt dat Oeganda een schadevergoeding moet betalen aan de Democratische Republiek Congo vanwege schendingen van de soevereiniteit en de territoriale integriteit in de periode 1998-2003.
- Politiek
  - 211 - Keizerin Julia Domna regelt een ontmoeting met haar zoons Caracalla en Geta, om hun machtsgeschil bij te leggen. De verzoening eindigt in een bloedbad, Geta wordt door de pretoriaanse garde vermoord.
  - 324 - Licinius moet aftreden als keizer van het Oost-Romeinse Rijk. Op verzoek van zijn echtgenote Constantia (halfzus van Constantijn) spaart Constantijn I zijn leven. Hij wordt verbannen naar Thessalonica en gedegradeerd tot ambteloos burger.
  - 1920 - Restauratie van koning Constantijn I van Griekenland, na referendum op 5 december.
  - 1945 - Oostenrijk wordt een republiek.[1]
  - 1992 - President Frederik Willem de Klerk van Zuid-Afrika stuurt twee generaals, vier brigade-generaals en tien officieren van het leger met vervroegd pensioen, omdat zij hebben geprobeerd met "illegale activiteiten en malversaties" zijn hervormingspolitiek te ondermijnen.
  - 1998 - Het Amerikaanse Huis van Afgevaardigden start een impeachment-procedure tegen president Bill Clinton.
  - 2007 - Marcus Stephen volgt Ludwig Scotty op als president van Nauru.
  - 2008 - Het Belgische kabinet Leterme I valt vanwege het Fortis-dossier.
  - 2012 - Park Geun-hye wordt verkozen tot eerste vrouwelijke president van Zuid-Korea.
  - 2022 - Minister-president Mark Rutte biedt namens de Nederlandse regering excuses voor het slavernijverleden in de voormalige kolonies Suriname, Aruba, Curaçao, Bonaire, Sint Maarten, Saba en Sint Eustatius.[3]
- Sport
  - 1676 - De eerste twaalfstedentocht wordt geschaatst.
  - 1950 - Voetballer Abe Lenstra wijst een aanbieding van de hand om voor honderdduizend gulden bij ACF Fiorentina te gaan spelen. Hij zou per maand zeshonderd gulden verdienen, plus premies. Omdat de burgemeester van Heerenveen niet kan garanderen dat hij zijn baan als ambtenaar na twee jaar terugkrijgt, besluit Lenstra in Nederland te blijven.
  - 2009 - Voetbalclub FC Barcelona wint het WK voor clubs en wordt de eerste voetbalclub uit de geschiedenis die 6 trofeeën wint in 1 jaar (landstitel, nationale beker, UEFA Champions League, UEFA Superup, nationale supercup en WK voor clubs).
  - 2021 - Tennisser Botic van de Zandschulp sluit het jaar af als Nederlands Kampioen in het mannenenkelspel. Suzan Lamens doet hetzelfde bij de vrouwen.[4]
  - 2021 - Ranomi Kromowidjojo pakt de wereldtitel op de 50 meter vlinderslag bij de Wereldkampioenschappen kortebaanzwemmen in Abu Dhabi in een nieuwe Nederlandse recordtijd van 24,44. De Zweedse Sarah Sjöström (2e) en de Amerikaanse Claire Curzan (3e) completeren het podium.[5]
  - 2021 - De Nederlandse mannenestafetteploeg haalt brons op de 4x50 meter vrije slag bij de Wereldkampioenschappen kortebaanzwemmen in Abu Dhabi. De ploegen van Italië en Rusland zijn iets sneller.[5]
  - 2023 - De internationale hockeybond FIH roept de Nederlandse Xan de Waard uit tot beste hockeyster van de wereld. De Indiër Hardik Singh is de beste hockeyer. De Nederlander Pirmin Blaak wordt verkozen tot beste doelman.[6]
- Wetenschap en technologie
  - 1961 - Oprichting van de Franse ruimtevaartorganisatie Centre National d' Etudes Spatiales (CNES) door president Charles de Gaulle.[7]
  - 1968 - In Terneuzen wordt het verbrede kanaal Gent-Terneuzen geopend door koningin Juliana en koning Boudewijn.
  - 1972 - Apollo 17, de laatste bemande vlucht naar de maan, komt terug op aarde.[1]
  - 1974 - De microcomputer Altair 8800 komt op de markt, de eerste computer gericht op de particuliere markt.
  - 1981 - Medische primeur in België: een zes maanden oude Zaïrese Siamese tweeling wordt van elkaar gescheiden.
  - 1981 - Eerste vlucht van een Tupolev Tu-160 Blackjack, een Russische supersonische variabel geometrische bommenwerper.
  - 2003 - De Stichting Internet Domeinregistratie Nederland (SIDN) registreert om 16.06 uur het 1 miljoenste .nl-domein.[1]

## Geboren

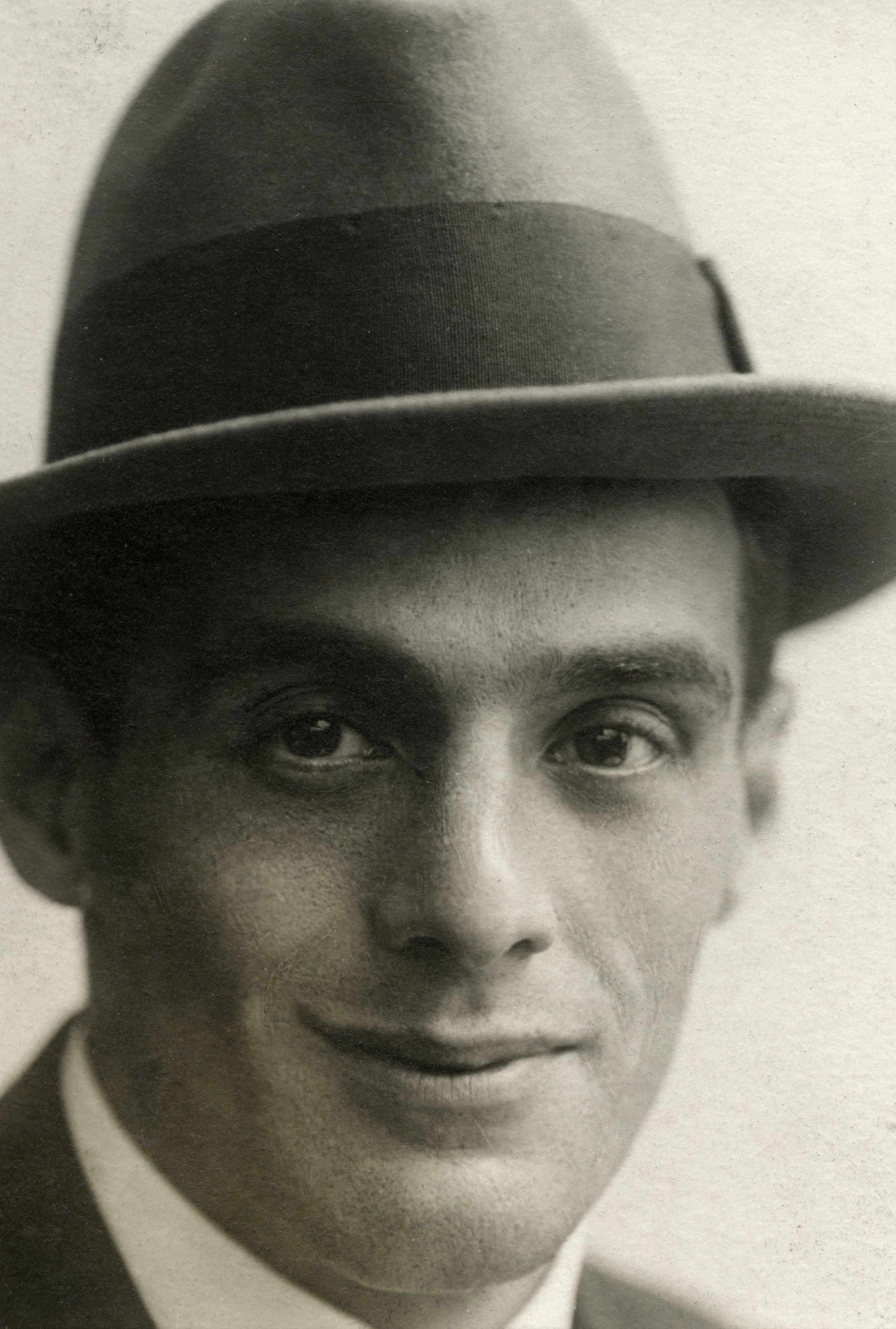
Louis Davids
geboren in 1883

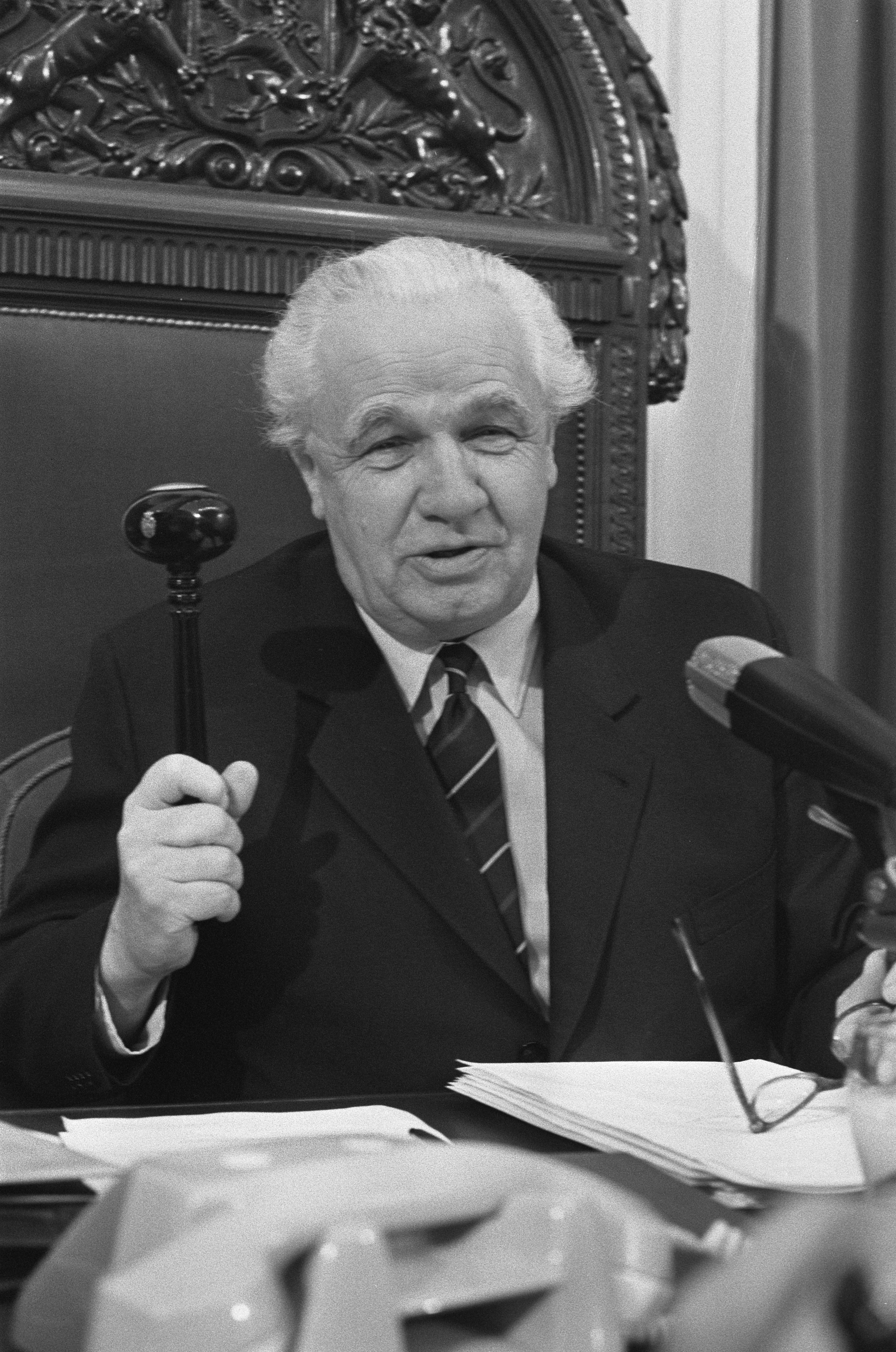
Frans-Jozef van Thiel
geboren in 1906

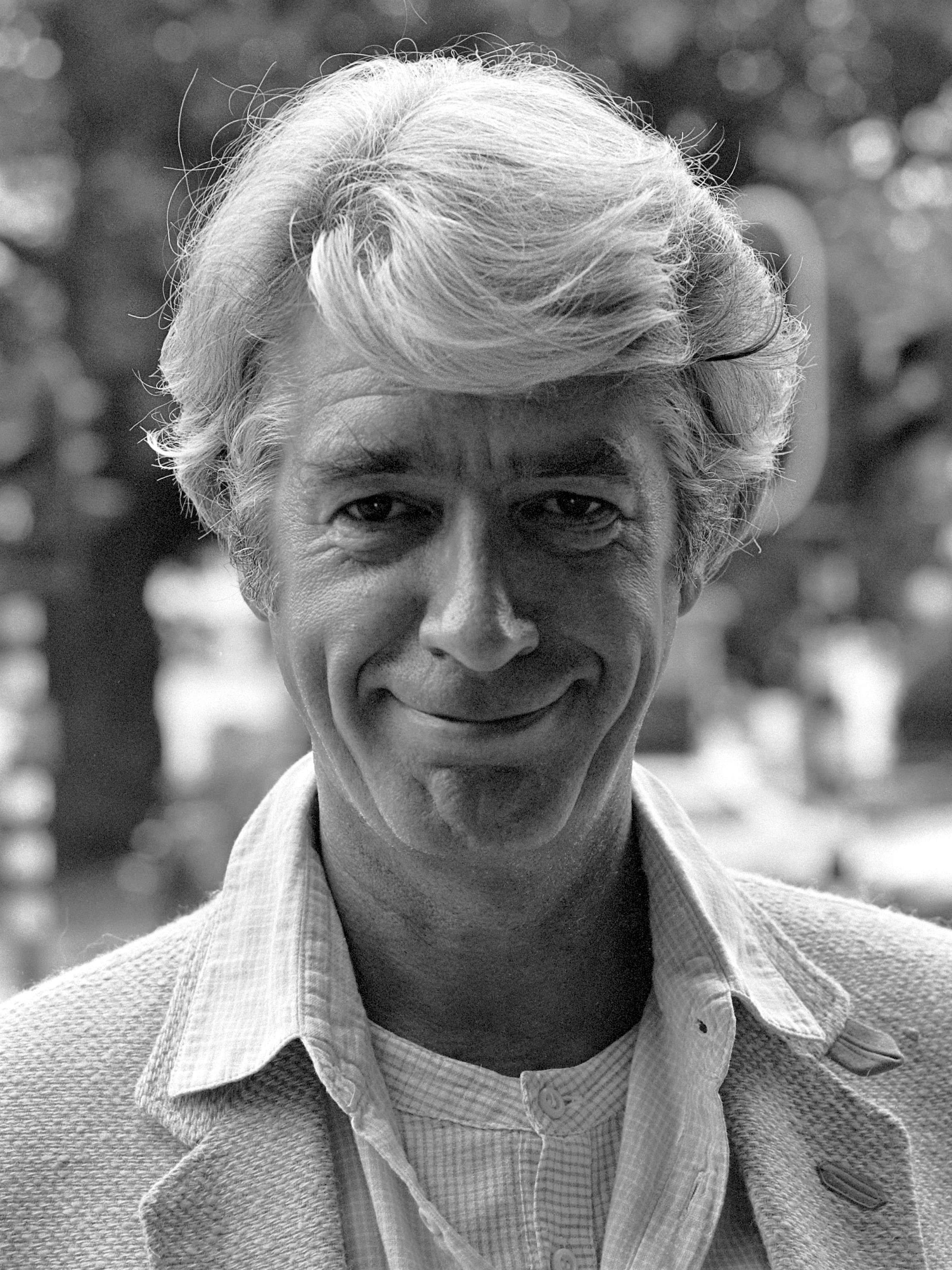
Rudi Carrell
geboren in 1934

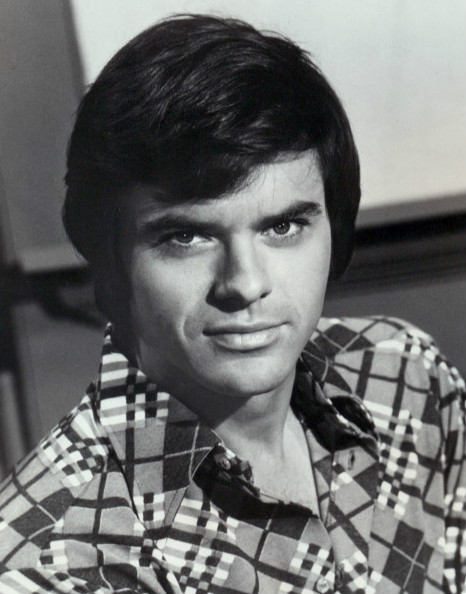
Robert Urich
geboren in 1946

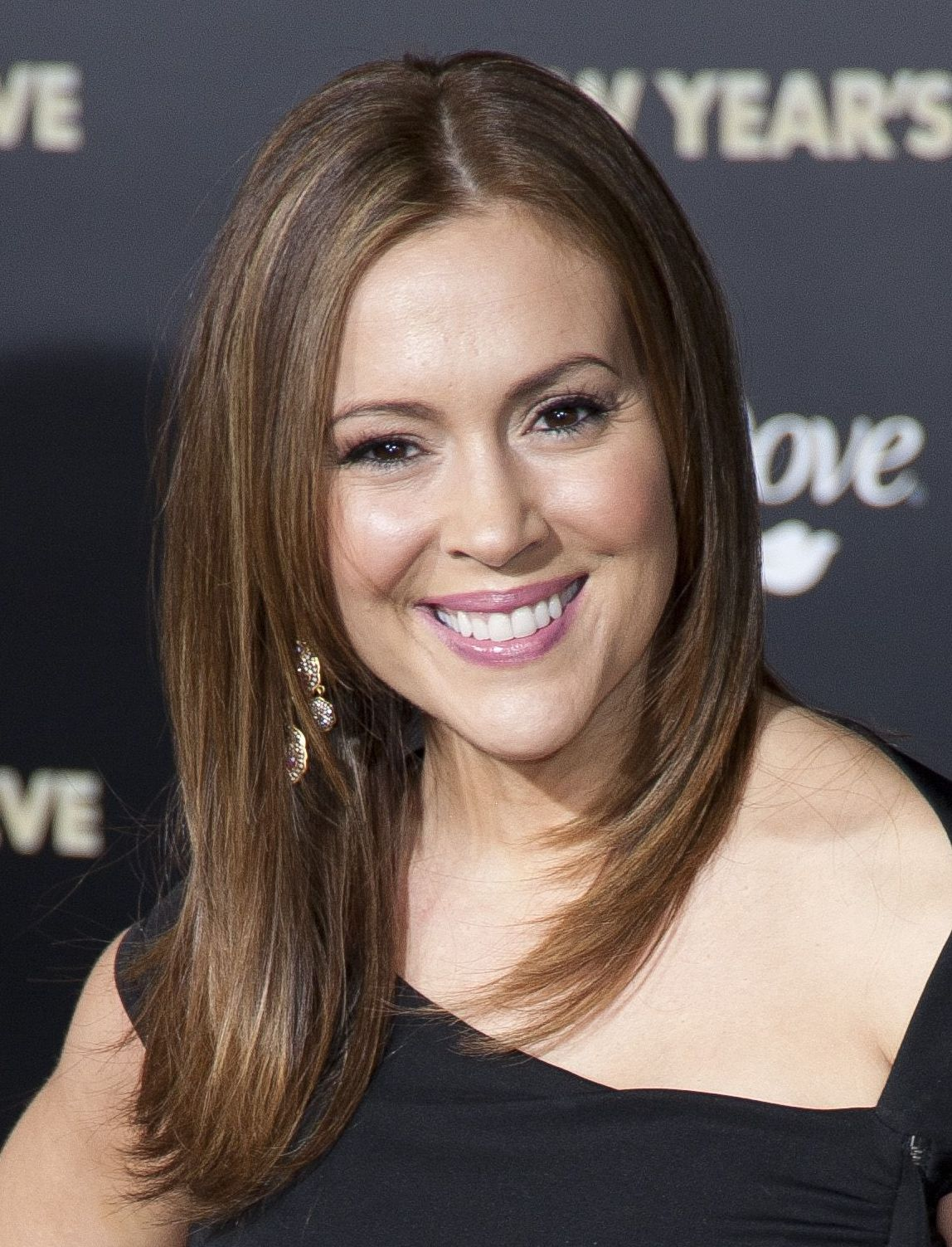
Alyssa Milano
geboren in 1972

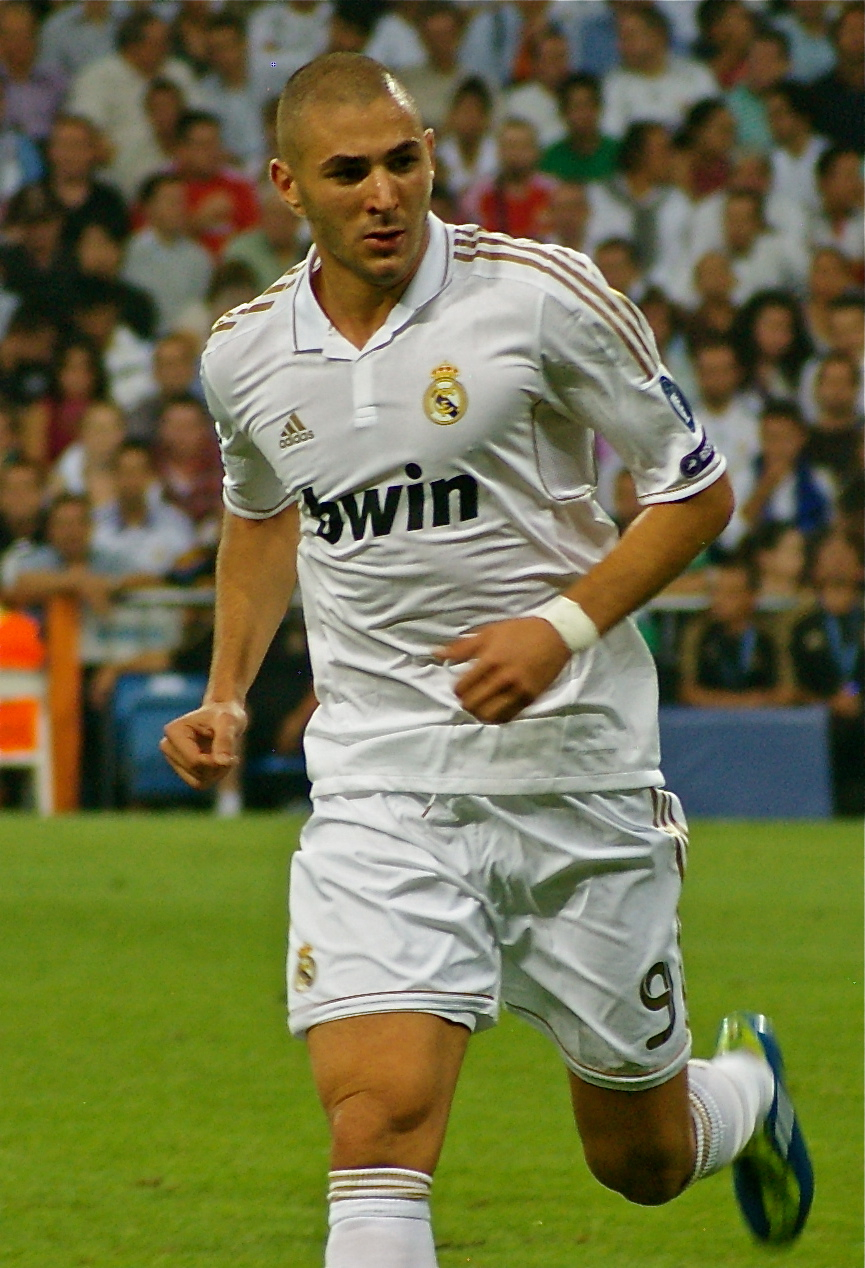
Karim Benzema
geboren in 1987

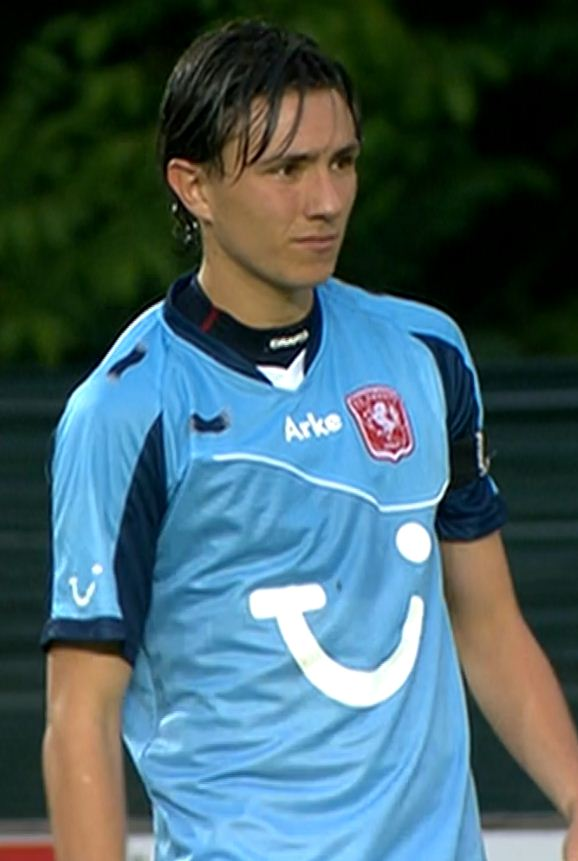
Steven Berghuis
geboren in 1991

- 1554 - Filips Willem, zoon van Willem van Oranje en Anna van Buren (overleden 1618)
- 1666 - Anna Ruysch, Hollands schilderes (overleden 1754)
- 1683 - Filips V, koning van Spanje (overleden 1746)
- 1734 - John Spencer, Engels edelman (overleden 1783)
- 1751 - Giuseppe Giordani, Italiaans componist (overleden 1798)
- 1790 - William Edward Parry, Brits militair (overleden 1855)
- 1809 - Pierre Joseph Van Beneden, Belgisch paleontoloog en zoöloog (overleden 1894)
- 1832 - John Kirk, Schots ontdekkingsreiziger (overleden 1922)
- 1839 - José Maria Basa, Filipijns koopman en patriot (overleden 1907)
- 1842 - Emma Withnell, West-Australische pionierster (overleden 1928)
- 1852 - Albert Michelson, Pools-Amerikaans natuurkundige (overleden 1931)
- 1856 - Alfred Nalepa, Oostenrijks zoöloog (overleden 1929)
- 1873 - Josephine Marie Jeanne De Mol - Belgisch onderwijzeres, dichteres en componiste (overleden 1960)
- 1878 - Anton Lajovic, Sloveens rechter en componist (overleden 1960)
- 1883 - Louis Davids, Nederlands cabaretier en revue-artiest (overleden 1939)
- 1883 - Harrie Kuyten, Nederlands graficus en kunstschilder (overleden 1952)
- 1886 - Johan Hilgers, Nederlands piloot en luchtvaartpionier (overleden 1945)
- 1890 - Klaas Schilder, Nederlands theoloog en verzetsstrijder (overleden 1952)
- 1902 - Ralph Richardson, Engels acteur (overleden 1983)
- 1905 - Irving Kahn, Amerikaans econoom (overleden 2015)
- 1906 - Leonid Brezjnev, Sovjet-politicus (overleden 1982)
- 1906 - Frans-Jozef van Thiel, Nederlands voorzitter van de Tweede Kamer (overleden 1993)
- 1907 - Vasja Pirc, Sloveens schaker (overleden 1980)
- 1908 - Gisèle Freund, Frans fotograaf (overleden 2000)
- 1910 - Jean Genet, schrijver (overleden 1986)
- 1913 - Kitty ter Braake, Nederlands atlete (overleden 1991)
- 1915 - Edith Piaf, Frans zangeres, actrice (overleden 1963)
- 1918 - Herman Sandberg, Nederlands journalist (overleden 2008)
- 1918 - Jacques Waisvisz, Nederlands Engelandvaarder en scheikundige (overleden 2020)
- 1921 - Aase Rasmussen, Deens revue-artieste (overleden 2012)
- 1921 - Adolf Wiklund, Zweeds biatleet (overleden 1970)
- 1922 - Hanny Michaelis, Nederlands dichteres (overleden 2007)
- 1922 - Chris van Veen, Nederlands politicus en werkgeversvoorzitter (overleden 2009)
- 1923 - Onofre Marimón, Argentijns autocoureur (overleden 1954)
- 1924 - Michel Tournier, Frans schrijver en essayist (overleden 2016)
- 1925 - Robert Sherman, Amerikaans componist (overleden 2012)
- 1926 - Peter Pappenheim, Nederlands econoom en alpineskiër (overleden 2021)
- 1927 - Wim van Eer, Surinaams politicus en diplomaat (overleden 2011)
- 1927 - H.J. de Roy van Zuydewijn, Nederlands vertaler en dichter (overleden 2019)
- 1928 - Rubens Minelli, Braziliaans voetbaltrainer (overleden 2023)
- 1930 - Walter Prinsen, Belgisch atleet
- 1932 - Dick Vlottes, Nederlands striptekenaar (overleden 2022)
- 1934 - Aki Aleong, Amerikaans acteur, muziekproducent en zanger (overleden 2025)
- 1934 - Rudi Carrell, Nederlands entertainer, zanger, showmaster, filmproducent en acteur (overleden 2006)
- 1934 - Jaap Tinbergen, Nederlands astronoom (overleden 2010)
- 1936 - Abraham Yehoshua, Israëlisch schrijver (overleden 2022)
- 1937 - Osvaldas Balakauskas, Litouws componist en diplomaat
- 1937 - Joseph Byrd, Amerikaans toetsenist en componist
- 1938 - Jay Arnette, Amerikaans baskbetballer
- 1938 - Karel Svoboda, Tsjechisch componist (overleden 2007)
- 1940 - Zvonko Bego, Joegoslavisch voetballer (overleden 2018)
- 1940 - Joep Coppens, Nederlands beeldend kunstenaar (overleden 2024)
- 1940 - Phil Ochs, Amerikaans protestzanger (overleden 1976)
- 1942 - Piet Doedens, Nederlands advocaat (overleden 2022)
- 1943 - Steve Miller, Brits pianist (overleden 1998)
- 1944 - Richard Leakey, Keniaans paleoantropoloog, natuurbeschermer en politicus (overleden 2022)
- 1944 - Jan Nordström, Zweeds voetballer (overleden 2023)
- 1944 - Heinz-Günter Prager, Duits beeldhouwer, tekenaar en grafisch kunstenaar (overleden 2025)
- 1944 - Tim Reid, Amerikaans acteur en producent
- 1946 - Robert Urich, Amerikaans acteur (overleden 2002)
- 1947 - Chris Jagger, Brits musicus en acteur
- 1949 - Nasser Hejazi, Iraans voetballer (overleden 2011)
- 1949 - Hans-Josef Kapellmann, Duits voetballer
- 1950 - Gilda De Bal, Belgisch actrice
- 1954 - Assunta Geens, Belgisch actrice, lerares en politica
- 1955 - Alfredo Castro, Chileens acteur
- 1955 - Marek Dziuba, Pools voetballer
- 1956 - Jens Fink-Jensen, Deens schrijver, dichter, fotograaf en componist
- 1956 - Jimmy Cauty, Brits muzikant en kunstenaar
- 1958 - Limahl, Brits popzanger
- 1958 - Nelleke Zitman, Nederlands actrice
- 1959 - Edward Metgod, Nederlands voetbaldoelman en -trainer
- 1960 - Frank Galan, Belgisch zanger
- 1961 - Scott Cohen, Amerikaans acteur
- 1963 - Jennifer Beals, Amerikaans actrice
- 1963 - Maarten van der Grinten, Nederlands jazzgitarist en -componist
- 1963 - Frank Hoelen, Belgisch acteur
- 1963 - Til Schweiger, Duits acteur en regisseur
- 1964 - Simone Roos, Nederlands topambtenaar; griffier van de Tweede Kamer 2018-2022
- 1964 - Arvydas Sabonis, Litouws basketballer en zakenman
- 1965 - Jessica Steen, Canadees actrice
- 1966 - Mylou Frencken, Nederlands cabaretier en tekstschrijver
- 1966 - Hirokazu Goshi, Japans voetballer
- 1966 - Robert MacNaughton, Amerikaans acteur
- 1966 - Roberto Straal, Nederlands voetballer
- 1966 - Alberto Tomba, Italiaans skiër
- 1967 - Criss Angel, Amerikaans goochelaar
- 1967 - Charles Austin, Amerikaans atleet
- 1968 - Bart Looije, Nederlands hockeyer
- 1969 - Lucilla Andreucci, Italiaans atlete
- 1969 - Sittah (Koene), Nederlands illusioniste
- 1969 - Richard Hammond, Engels televisiepresentator
- 1969 - Carlos Retegui, Argentijns hockeyer en hockeycoach
- 1969 - Kristy Swanson, Amerikaans actrice
- 1970 - Michiel Vos, Nederlands jurist en journalist
- 1971 - Peter van den Berg, Nederlands voetballer
- 1971 - Amy Locane, Amerikaans actrice
- 1971 - Robine van der Meer, Nederlands fotomodel en actrice
- 1971 - Karen Pickering, Brits zwemster
- 1972 - Rosa Blasi, Amerikaans actrice
- 1972 - Alyssa Milano, Amerikaans actrice
- 1973 - Marc Herremans, Belgisch triatleet
- 1973 - Erick Wainaina, Keniaans atleet
- 1975 - Renée Vervoorn, Nederlands presentatrice
- 1976 - Eva Duijvestein, Nederlands actrice
- 1976 - Theo Lucius, Nederlands voetballer
- 1977 - Tamara Boroš, Kroatisch tafeltennisster
- 1977 - LaTasha Jenkins, Amerikaans atlete
- 1977 - Malik Louahla, Algerijns sprinter
- 1977 - Elisa (Toffoli), Italiaans singer-songwriter, multi-instrumentaliste en producer
- 1980 - Jake Gyllenhaal, Amerikaans acteur
- 1980 - Victoria Koblenko, Oekraïens-Nederlands actrice, presentatrice en columniste
- 1980 - Marla Sokoloff, Amerikaans actrice en muzikante
- 1980 - Emma Wade, Belizaans atlete
- 1980 - Ryan Wilson, Amerikaans atleet
- 1981 - Grégory Dufer, Belgisch voetballer
- 1982 - Paolo Giordano, Italiaans schrijver
- 1982 - Bart van Muyen, Nederlands voetballer
- 1982 - Tero Pitkämäki, Fins atleet
- 1983 - Benjamin De Ceulaer, Belgisch voetballer
- 1983 - Matti Heikkinen, Fins langlaufer
- 1983 - Sergij Sednev, Oekraïens biatleet
- 1984 - Chen Yibing, Chinees gymnast
- 1984 - Konrad Wasielewski, Pools roeier
- 1985 - Andrea Baldini, Italiaans schermer
- 1985 - Gary Cahill, Engels voetballer
- 1985 - Sally Kipyego, Keniaans atlete
- 1985 - Jelena Peeters, Belgisch inline-skatester en langebaanschaatsster
- 1985 - Lady Sovereign, Engels zangeres
- 1985 - Christian Sprenger, Australisch zwemmer
- 1986 - Ryan Babel, Nederlands voetballer
- 1986 - Lazaros Christodoulopoulos, Grieks voetballer
- 1986 - Zuzana Hejnová, Tsjechisch atlete
- 1986 - Miguel Lopes, Portugees voetballer
- 1987 - Shuko Aoyama, Japans tennisster
- 1987 - Karim Benzema, Frans voetballer
- 1987 - Xander De Rycke, Belgisch stand-upcomedian
- 1988 - Alexis Sánchez, Chileens voetballer
- 1989 - Tjendo Samuel, Nederlands atleet
- 1989 - Ronald Auderset, Zwitsers skeletonracer
- 1991 - Steven Berghuis, Nederlands voetballer
- 1992 - Boris Berian, Amerikaans atleet
- 1992 - Iker Muniain, Spaans voetballer
- 1993 - Ali Adnan Kadhim, Irakees voetballer
- 1993 - Leonardo Bittencourt, Duits-Braziliaans voetballer
- 1993 - Stephanie Venier, Oostenrijks alpineskiester
- 1994 - M'Baye Niang, Frans voetballer
- 1995 - Dominique Ohaco, Chileens freestyleskiester
- 1996 - Mouctar Diakhaby, Frans voetballer
- 1996 - Diede de Groot, Nederlands rolstoeltennisster
- 1996 - Franck Kessié, Ivoriaans voetballer
- 1996 - Sandrine Mauron, Zwitsers voetbalster
- 1997 - Fikayo Tomori, Canadees-Engels voetballer
- 1998 - Frans Jeppsson Wall, Zweeds zanger
- 1999 - Shalisa van der Laan, Nederlands zangeres
- 2001 - Lena Oberdorf, Duits voetbalster
- 2002 - Sofie Dokter, Nederlands atlete
- 2002 - Mats Wenzel, Luxemburgs wielrenner
- 2003 - Bonny Lammers, Nederlands voetbalster
- 2003 - Tyrique Mercera, Curaçaos-Nederlands voetballer
- 2003 - Hugo Sotelo, Spaans voetballer
- 2006 - Lorenzo Finn, Italiaans wielrenner

## Overleden
- 401 - Paus Anastasius I

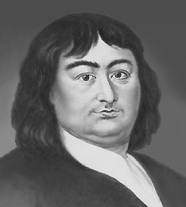
Vitus Bering
overleden in 1741

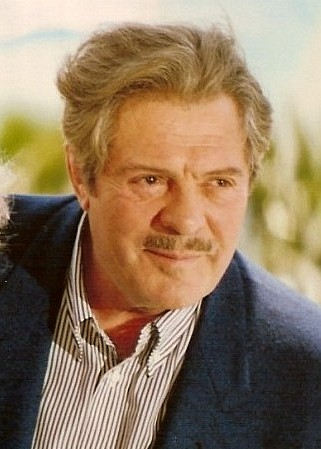
Marcello Mastroianni
overleden in 1996

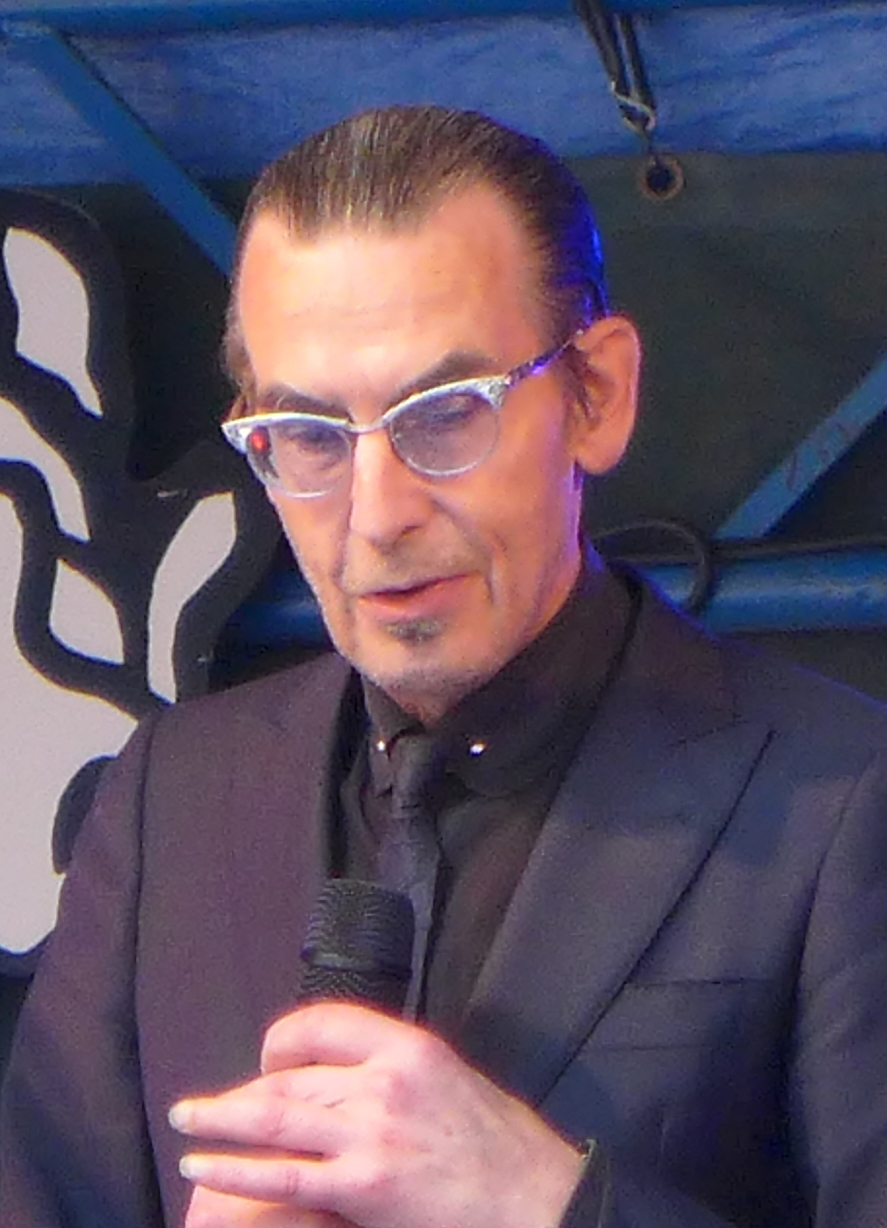
Jules Deelder
overleden in 2019

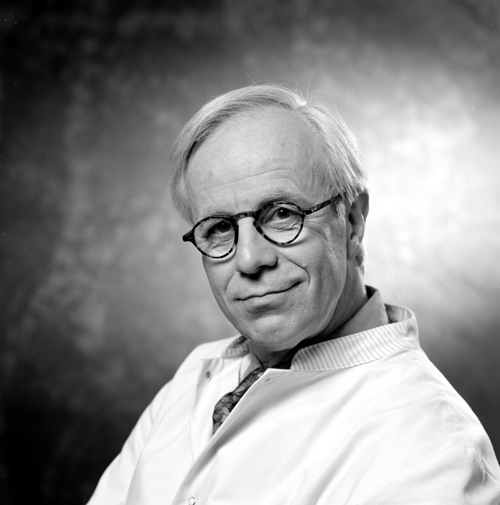
Bram van der Vlugt
overleden in 2020

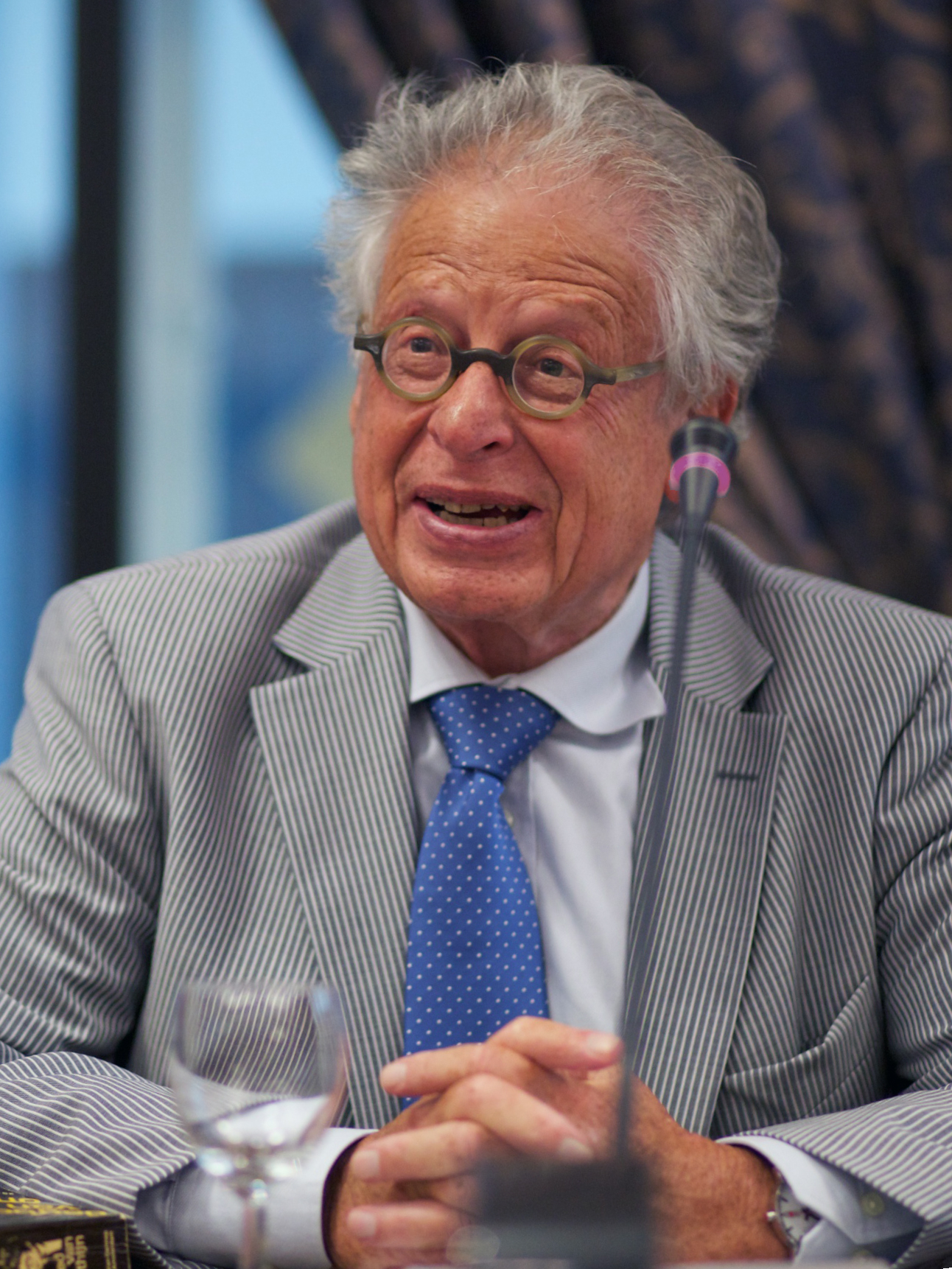
Ed van Thijn
overleden in 2021

- 1111 - Al-Ghazali (53), Perzisch filosoof
- 1370 - Paus Urbanus V (60)
- 1741 - Vitus Bering (60), Deens ontdekkingsreiziger
- 1749 - Francesco Antonio Bonporti (77), Italiaans priester en componist
- 1848 - Emily Brontë (30), Brits schrijfster
- 1869 - Eugène Mage (32), Frans marineofficier en ontdekkingsreiziger
- 1915 - Alois Alzheimer (51), Duits neuropatholoog en psychiater
- 1939 - Alvah Meyer (51), Amerikaans atleet
- 1940 - Kyösti Kallio (67), vierde president van Finland
- 1953 - Robert Millikan (85), Amerikaans fysicus
- 1968 - Giovanni Messe (85), Italiaans generaal en politicus
- 1970 - Lillian Board (22), Brits atlete
- 1971 - Wim Bolten (70), Nederlands atleet
- 1976 - Giuseppe Caselli (83), Italiaans schilder
- 1985 - Rik Clerckx (49), Belgisch atleet
- 1987 - Joan Remmelts (82), Nederlands acteur
- 1990 - Norbert Dufourcq (86), Frans organist en muziekpedagoog
- 1990 - Edmond Delfour (83), Frans voetballer en voetbalcoach
- 1991 - Andries Copier (90), Nederlands glasontwerper
- 1993 - Inez James (74), Amerikaans filmcomponist
- 1993 - Michael Clarke (47), Amerikaans drummer
- 1993 - Antoon Veerman (87), Nederlands politicus
- 1996 - Marcello Mastroianni (72), Italiaans acteur
- 1999 - Desmond Llewelyn (85), Welsh acteur
- 2001 - Hans Warren (80), Nederlands schrijver
- 2002 - Henri Arnoldus (83), Nederlands onderwijzer en kinderboekschrijver
- 2008 - Page Cavanaugh (86), Amerikaans jazzpianist en -zanger
- 2008 - Nico Hiltrop (80), Nederlands televisieregisseur en auteur
- 2008 - Lenze Meinsma (85), Nederlands arts
- 2008 - Sam Tingle (87), Zimbabwaans autocoureur
- 2011 - Héctor Núñez (75), Uruguayaans voetballer en voetbalcoach
- 2011 - Horst-Eberhard Richter (88), Duits psychoanalyticus, psychosomaticus en sociaalfilosoof
- 2012 - Georges Jobé (51), Belgisch motorcrosser
- 2012 - Piet de Visser (81), Nederlands politicus
- 2013 - Herb Geller (85), Amerikaans jazzsaxofonist, componist en arrangeur
- 2014 - Philip Bradbourn (63), Brits politicus
- 2014 - Arthur Gardner (104), Amerikaans acteur, film- en televisieproducent
- 2015 - Bets Borm-Luijkx (97), Nederlands politica
- 2015 - Madame Claude (92), Frans bordeelhoudster
- 2015 - Samir Kuntar (53), Druzisch-Libanees terrorist
- 2015 - Kurt Masur (88), Duits dirigent
- 2015 - Dickie Moore (84), Canadees ijshockeyspeler
- 2016 - Ger Blok (77), Nederlands voetbalcoach
- 2016 - Hella Faassen (91), Nederlands actrice
- 2016 - Andrej Karlov (62), Russisch ambassadeur in Turkije
- 2016 - Dick Latessa (87), Amerikaans acteur
- 2016 - Jan Scholtens (83), Nederlands journalist en televisiepresentator
- 2017 - Richard Venture (94), Amerikaans acteur
- 2018 - Bhai (83), Surinaams dichter
- 2018 - Michaël Slory (83), Surinaams dichter
- 2019 - Jules Deelder (75), Nederlands dichter
- 2019 - Freek Neirynck (70), Belgisch journalist, schrijver en acteur
- 2020 - Anthony Birley (83), Brits hoogleraar, archeoloog en historicus
- 2020 - Bill Froberg (63), Amerikaans honkballer en honkbalcoach
- 2020 - Bram van der Vlugt (86), Nederlands acteur
- 2021 - Antoine Faivre (87), Frans historicus
- 2021 - Carie Graves (68), Amerikaans roeister
- 2021 - Robert Grubbs (79), Amerikaans scheikundige en Nobelprijswinnaar
- 2021 - Johnny Isakson (76), Amerikaans politicus
- 2021 - Carlos Marín (53), Spaans musicus
- 2021 - Ed van Thijn (87), Nederlands politicus
- 2022 - Luc De Schepper (65), Belgisch natuurkundige en hoogleraar
- 2022 - Sonya Eddy (55), Amerikaans actrice
- 2022 - Ger Luijten (66), Nederlands kunsthistoricus
- 2022 - Herman Timme (89), Nederlands atleet
- 2024 -  Erik Brus (60), Nederlands schrijver
- 2024 - Gaboro (Ninos Moses Khouri) (23), Zweeds rapper
- 2024 - Robert Paul (87), Canadees kunstschaatser
- 2024 - Kirsten Simone (90), Deens balletdanseres
- 2024 - Miet Smet (81), Belgisch politica
- 2024 - Federico Mayor Zaragoza (90), Spaans wetenschapper, politicus, diplomaat en dichter

## Viering/herdenking
- In het Romeinse Rijk viert men de saturnaliën ter ere van de zonnewende
- Rooms-Katholieke kalender:
  - Zalige Urbaan V († 1370)
  - Heilige Nemesius (van Alexandrië) († 250)
  - Heilige Meuris en T(h)ea († 307)
  - Heilige Fausta (van Sirmium) († 3e eeuw)
  - Heiligen Martelaren of Nicea: Darius van Nicea
  - Heilige Samthana van Meath († 739)
  - Heiligen Martelaren van Vietnam († 1839)

## Weerextremen

### Nederland
| | Officiële records | Officiële records | Officiële records |      | Landelijke records  | Landelijke records | Landelijke records |
| Gebeurtenis | Jaar              | Extreem           | Locatie           | Jaar | Extreem             | Locatie            | |
| --- | ----------------- | ----------------- | ----------------- | ---- | ------------------- | ------------------ | --- |
| Laagste etmaalgemiddelde temperatuur (°C) | 1938              | −13,4             | De Bilt           |      | 1938                | −13,4              | De Bilt |
| Hoogste etmaalgemiddelde temperatuur (°C) | 2015              | 12,2              | De Bilt           |      | 2015                | 13,1               | Wijk aan Zee |
| Laagste minimumtemperatuur (°C) | 1938              | −15,0             | De Bilt           |      | 2009                | −18,4              | Deelen |
| Hoogste minimumtemperatuur (°C) | 2015              | 10,6              | De Bilt           |      | 2015                | 11,6               | Westdorpe, Woensdrecht |
| Laagste maximumtemperatuur (°C) | 1938              | −10,4             | De Bilt           |      | 1938                | −11,4              | Maastricht |
| Hoogste maximumtemperatuur (°C) | 2015              | 14,1              | De Bilt           |      | 1932                | 15,9               | Maastricht |
| Hoogste uurgemiddelde windsnelheid (m/s) | 1943              | 16,5              | De Bilt           |      | 1943                | 26,2               | Vlissingen |
| Hoogste windstoot (m/s) | 1986              | 23,7              | De Bilt           |      | 1986                | 31,9               | De Kooy |
| Langste zonneschijnduur (uur) | 1938              | 6,5               | De Bilt           |      | 2004 2007 2008 2009 | 6,8                | Eindhoven, Gilze-Rijen, Volkel Eindhoven, Ell, Gilze-Rijen, Maastricht, Volkel, Westdorpe Eindhoven Eindhoven, Gilze-Rijen |
| Langste neerslagduur (uur) | 1996              | 18,3              | De Bilt           |      | 1996                | 24,0               | De Kooy |
| Hoogste etmaalsom van de neerslag (mm) | 1996              | 23,1              | De Bilt           |      | 1991                | 39,5               | Gilze-Rijen |
| Laagste etmaalgemiddelde relatieve vochtigheid (%) | 2009              | 66                | De Bilt           |      | 1938                | 57                 | Maastricht |
| Laagste uurwaarde luchtdruk op zeeniveau (hPa) | 1945              | 980,0             | De Bilt           |      | 1945                | 977,1              | Vlissingen |
| Hoogste uurwaarde luchtdruk op zeeniveau (hPa) | 1961              | 1041,6            | De Bilt           |      | 1948                | 1043,9             | Eelde |
| Officiële records worden altijd gemeten op het KNMI-weerstation in De Bilt. Landelijke records kunnen worden gemeten op elk officieel KNMI-weerstation in Nederland. |                   |                   |                   |      |                     |                    | |

Uitzonderlijke gebeurtenissen
- 1938 - Officieel maandrecord laagste etmaalgemiddelde temperatuur in °C van december gemeten in De Bilt: −13,4. Samen met 20 december 1938
- 1996 - Landelijk maandrecord langste neerslagduur in uren van december gemeten in De Kooy: 24,0
- 2009 - Officieel laagste minimumtemperatuur in °C van het jaar gemeten in De Bilt: −11,5
- 2009 - Officieel laagste minimumtemperatuur in °C van december dit jaar gemeten in De Bilt: −11,5
- 2011 - Officieel laagste minimumtemperatuur in °C van december dit jaar gemeten in De Bilt: −0,1
- 2015 - Laatste landelijke zachte dag van het jaar gemeten in Arcen, De Kooy, Ell en Woensdrecht (maximumtemperatuur ≥ 15 °C op een officieel weerstation)
- 2019 - Laatste landelijke zachte dag van het jaar gemeten in Eindhoven, Ell, Hupsel, Maastricht en Twenthe (maximumtemperatuur ≥ 15 °C op een officieel weerstation)
- 2023 - Officieel langste neerslagduur in uren van december dit jaar gemeten in De Bilt: 15,0 (voorlopig)

### België
Dagrecords
- 1938 - Laagste etmaalgemiddelde temperatuur −12,3 °C
- 1965 - Hoogste etmaalgemiddelde temperatuur 11,3 °C
- 1938 - Laagste minimumtemperatuur −13,2 °C
- 1932 - Hoogste maximumtemperatuur 14,1 °C
- 1943 - Hoogste etmaalsom van de neerslag 17,6 mm

Uitzonderlijke gebeurtenissen
- 1938 - In Ukkel komt de maximumtemperatuur niet boven –11,2 °C.
- 2009 - In Wirtzfeld (Büllingen) daalt de minimumtemperatuur tot –21,0 °C.

<< · 1 · 2 · 3 · 4 · 5 · 6 · 7 · 8 · 9 · 10 · 11 · 12 · 13 · 14 · 15 · 16 · 17 · 18 · 19 · 20 · 21 · 22 · 23 · 24 · 25 · 26 · 27 · 28 · 29 · 30 · 31 · >>